# Alfonso Quesada Ramírez
Alfonso Quesada Ramírez (Ciudad Quesada, San Carlos, 15 de marzo de 1988) es un jugador costarricense de fútbol, que juega como guardameta para la Asociación Deportivo Rosario.

## Carrera
Su carrera comenzó en las ligas menores del equipo Liga Deportiva Alajuelense, luego pasó al Barbate - Cádiz en España, después pasó a militar con la Asociación Deportiva Filial Club UCR, en primera división donde concretó un gol de tiro libre contra la Asociación Deportiva Carmelita.
Después pasó a jugar a Liga Deportiva Alajuelense donde concretó un gol de tiro libre contra la Asociación Deportiva Filial Club UCR.
Actualmente juega para el Municipal Grecia.

## Actualidad
En la actualidad es portero suplente de Municipal Grecia y es conocido por su habilidad para cobrar tiros libres incluso anotó un gol de esta forma con Liga Deportiva Alajuelense.

## Clubes
| Club                                 | País       | Año         |
| ------------------------------------ | ---------- | ----------- |
| L.D Alajuelense                      | Costa Rica | 2006        |
| Barbate Club de Fútbol               | España     | 2006-2007   |
| Asociación Deportiva Filial Club UCR | Costa Rica | 2008-2009   |
| L.D Alajuelense                      | Costa Rica | 2009-2016   |
| A.D San Carlos                       | Costa Rica | 2017        |
| COFUTPA Palmares                     | Costa Rica | 2017        |
| Municipal Pérez Zeledón              | Costa Rica | 2018        |
| A.D San Carlos                       | Costa Rica | 2018-2019   |
| Asociación Deportiva Rosario         | Costa Rica | 2020        |
| Barrio México                        | Costa Rica | 2020-2021   |
| Municipal Grecia                     | Costa Rica | 2021-2023   |
| Diriangén Fútbol Club                | Nicaragua  | 2023 - 2024 |
| Santa Ana Fútbol Club                | Costa Rica | 2025        |
| Asociación Deportivo Rosario         | Costa Rica | 2025 - ACT. |

## Participaciones Selecciones Nacionales
- Selección de Costa Rica Sub 17: Mundial Perú 2005 donde la Selección quedó eliminada en tiempos extras contra el campeón México.
- Selección de Costa Rica Sub 20: Mundial Canadá 2007, donde fue eliminada la Selección en fase de grupos.
- Selección Mayor de Costa Rica: Eliminatorias, Sudáfrica 2010.

## Palmarés

### Títulos nacionales
| Título                         | Equipo     | País                            | Año  |
| ------------------------------ | ---------- | ------------------------------- | ---- |
| Primera División de Costa Rica | Costa Rica | L.D Alajuelense                 | 2010 |
| Primera División de Costa Rica | Costa Rica | L.D Alajuelense                 | 2011 |
| Primera División de Costa Rica | Costa Rica | L.D Alajuelense                 | 2011 |
| Supercopa de Costa Rica        | Costa Rica | L.D Alajuelense                 | 2012 |
| Primera División de Costa Rica | Costa Rica | L.D Alajuelense                 | 2012 |
| Primera División de Costa Rica | Costa Rica | L.D Alajuelense                 | 2013 |
| Primera División de Costa Rica | Costa Rica | Asociación Deportiva San Carlos | 2019 |
| Primera División de Nicaragua  | Nicaragua  | Diriangén F. C.                 | 2023 |
| Primera División de Nicaragua  | Nicaragua  | Diriangén F. C.                 | 2024 |
| Copa Primera                   | Nicaragua  | Diriangén F. C.                 | 2024 |

### Títulos internacionales
| Título              | Equipo         | País      | Año  |
| ------------------- | -------------- | --------- | ---- |
| Torneo Uncaf Sub-17 | Costa Rica U17 | Nicaragua | 2006 |